# ジーザス (映画)
『ジーザス』（Jesus, 原題：Gospel of Luke）は、1979年のアメリカ映画。映画監督ジョン・ヘイマン制作、新約聖書の「ルカによる福音書」を忠実に映像化することによりイエス・キリストの生涯を描いた異色作。
聖書と史実に忠実であることを目指して制作された。聖書学者、考古学者約200名が動員され、ロケ地も実際の場所で行うためにキリストの時代には存在しなかったユーカリの木や電柱などは一時的に移動して撮影され、出演者やエキストラの大部分にユダヤ人やアラブ人を多数起用した。またこの映画は70以上の言語に翻訳され、全世界で58億人が鑑賞したという。上映時間1時間56分。

## みどころと特徴
この映画の最大の特徴は、極力聖書と史実に忠実であることを目指したことである。そのため聖書を忠実に映像化した「創世記」「ルカの福音書」の2作品が制作され、「ルカの福音書」を劇場公開用に編集したものが「ジーザス」である（制作費を抑えるために同時制作された）。「創世記」でもロケ地は現地であることにこだわったためにエデンの園はスタジオセット、ノアの方舟はアニメーションである。ビデオのオープニングタイトルに“The Genesis Project, New Media Bible”（映像による聖書）という表示があり、『ジーザス』にも“A Genesis Project”の表記がされている。最初に制作された2作品はキリスト教書店でビデオが販売されていたが、日本語版は版権が切れ販売が中止されたあと、無料で配布されるキャンペーンがなされ、現在は下記の外部リンクにて鑑賞できるようになった。

## スタッフ
- 原作：ルカによる福音書
- 脚本：バーネット・フィッシュベイン
- 監督：ピーター・サイクス、ジョン・クリシュ
- 製作：リチャード・F・ダルトン、ジョン・ヘイマン

## 出演
ブライアン・ディーコン、エリー・コーエン、リチャード・カイリー、イーライ・ダンカー、ピーター・フライ、ニコ・ニテイ、リヴカ・ノイマン、アレクサンダー・スコービイ、タリア・シャピラ、他。